# Albert Kristóf-Krausz
Albert Kristóf-Krausz, cunoscut și ca Albert Krausz, (n. 19 aprilie 1892, Timișoara, Austro-Ungaria – d. 18 decembrie 1958, Timișoara, România) a fost un arhitect și pictor, precum și un scriitor de artă, de etnie maghiară.

## Biografie
A absolvit liceul de băieți din orașul său natal în 1910 și a obținut o diplomă de inginer constructor (în germană: Baumeister) la München în 1915, unde a învățat proiectarea sub îndrumarea profesorului Theodor Fischer⁠(d), unul dintre liderii noii direcții arhitecturale. A servit ca inginer militar în Primul Război Mondial, apoi s-a întors în Timișoara și a devenit portretist.
A pictat portretele scriitorilor Sándor Asztalos, Endre Károly, Zoltán Franyó, Jovánovity Dobrivoj, Gábor Kalotai, László Pogány, László Szirmai, pictorului Iuliu Podlipny, pianistului Leo Freund și violonistului Brandeisz József. După studii ulterioare la Berlin (1929-1932), s-a întors în Timișoara și a proiectat numeroase clădiri de apartamente și vile într-un stil care se concentra pe forme geometrice și planuri lipsite de ornamentație, cunoscut sub numele de "noua obiectivitate" (în germană Neue Sachlichkeit). De asemenea, și-a expus lucrările de pictură cu un limbaj formal dinamic și expresiv în expoziții.
A realizat desene de copertă pentru volumele editate de Emil Brázay în colecția Pán Könyvtár și pentru partiturile publicate de editura Moravetz Zeneműkiadó. Criticile sale de artă, relatări de experiențe și declarațiile despre atelierul său au fost publicate în ziarele Temesvári Hírlap, Keleti Újság, Új Ember, Heti Magazin, Déli Hírlap, Brassói Lapok și, după 1944, în Szabad Szó, A Világ, Utunk și Előre.
După instalarea regimului comunist, i-au fost naționalizate proprietățile și atelierul de arhitectură, i s-a interzis dreptul de a profesa ca arhitect și i-a fost refuzată cererea de a deveni membru al Institutului de Proiectare din Timișoara, find considerat „exploatator burghez”. A locuit ultimii ani de viață într-un apartament cu două camere în casa de pe strada Andrei Mureșanu nr.  6 și a fost nevoit să se dedice exclusiv picturii. A decedat în 1958 și a fost înmormântat în Cimitirul Evreiesc din Timișoara.